# M'Barka Ben Taleb
M'Barka Ben Taleb (Tunisi, 8 giugno 1966) è una cantante, danzatrice, musicista e attrice tunisina.

## Biografia
Di origini tunisine, M'Barka da diversi anni vive e lavora in Italia, dove ha inciso nel 2005 il suo primo album da solista, Alto Calore.
Prevalentemente autrice di brani di musica etnica, ha ricantato in arabo diverse canzoni napoletane, tra cui Indifferentemente, Nun te scurda', Luna Rossa. L'artista infatti ha vissuto a lungo a Napoli e Benevento, dove ha collaborato con Eugenio Bennato, Tony Esposito, Pietra Montecorvino, Nava, Lino Cannavacciuolo, Gigi De Rienzo, Gigi Finizio.
L'intento dell'artista è quello di esaltare il legame profondo tra le due culture musicali mediterranee, quella tunisina e quella napoletana, combinandole con sonorità neo-melodiche. Tale intento è sfociato nel progetto Fusi tra due mondi, in cui i brani classici della canzone napoletana vengono arrangiati con sonorità nord-africane (tramite strumenti quali il qanun, l'oud, la darbuka che si accompagnano al basso, alla batteria, alla fisarmonica) e ricantati in arabo. M'Barka (voce e darbuka) è accompagnata da Aldo Galasso (batteria), Giovanni Francesca (chitarra acustica) Dario Miranda (basso), Saverio Filomeno Coletta (fisarmonica).
Un recente progetto internazionale, inoltre, l'ha portata alla collaborazione con Abdullah Chhadeh, suonatore di qanun.
Nella pellicola musicale del 2010 Passione di John Turturro M'Barka interpreta le canzoni Nun te scurda' con Raiz e Pietra Montecorvino, Tammuriata nera con Peppe Barra e Max Casella e da solista 'O sole mio (cantata in arabo interamente al di là del ritornello).
Il regista italo-americano ha voluto M'Barka anche nel suo film Gigolò per caso che vede nel cast Woody Allen, Sharon Stone, John Turturro, Sofía Vergara e Vanessa Paradis. In questo film M'Barka Ben Taleb interpreta il personaggio Mimou cantare I'm Fool to Want You e Luna rossa.
Oltre al canto e alla musica, M'Barka si esibisce in danze tradizionali rivisitate in chiave moderna.
Nel 2014 nasce il suo nuovo progetto discografico intitolato "Passion Fruit" prodotto da Gennaro de Concilio con Michele Romano che vede al suo interno brani in collaborazione con artisti tra i quali Enzo Gragnaniello, il chitarrista Fausto Mesolella ed il Dj Tonico 70.
Alle elezioni comunali del 5 giugno 2016, si candida a sostegno del candidato sindaco Luigi de Magistris nella lista demA, non venendo però eletta al consiglio comunale.[1]
Nello stesso anno il brano Guaglione tratto dall'album Passion Fruit è tra le colonne sonore del film Non c'è più religione di Luca Miniero, nella scena in cui Claudio Bisio ed Alessandro Gassmann si immergono nei fondali marini.

## Discografia

### Album
- 2005 - Alto Calore
- Al Arabia
- Sabir Sabrt
- Abdullah Chhadeh E M'Barka
- Passion Fruit[3];[4]

## Filmografia
- Passione (2010), regia di John Turturro
- Gigolò per caso (Fading Gigolo, 2013), regia di John Turturro